# Barbe (dessinateur)
Pour les articles homonymes, voir Barbe (homonymie).
André-François Barbe, dit Barbe, né le 14 février 1936 à Nîmes et mort à Paris 19e le 9 février 2014, est un illustrateur d'humour et d'érotisme et un auteur de bande dessinée français.

## Biographie
Barbe commence sa carrière en 1958 en publiant ses dessins dans Le Rire, puis dans Hara-Kiri, Charlie Mensuel et Pilote.
Dans les années 1980, sur l'initiative de son frère Michel Barbe, professeur d'histoire et géographie à Marseille, il participe à une conférence d'Haroun Tazieff sur le volcanisme. La qualité de son graphisme lui permet d'accompagner, en 1982, un voyage d'exploration des scientifiques dans la région volcanique du Rift de Djibouti. Cette expédition conduite par Maurice Taieb, co-découvreur de Lucy, mobilise 32 professeurs qui explorent les coulées de basalte dans la dépression du lac Assal.
Engagé politiquement, il signe en 1990 l'Appel des 75 contre la guerre du Golfe. Il décède à Paris en février 2014 à l'âge de 77 ans,.

## Publications
- Terre à terre, Éditions Selio, 1971
- Cinémas, Éditions Faiseur d'images, 1976
- Confesse : manuel pratique à l'usage des classes terminales des grands séminaires, Glénat, 1976  (ISBN 2723400255)
- Strips, 1978
- Sacré zoiseau et autres oiselles, Éditions du Cygne, 1979
- Vous cherchez quelque chose ?, Éditions du Fromage, coll. « L'Écho des Savanes », 1980
- Ils sont trop, Glénat, 1981
- Nous sommes trop, Glénat, 1981  (ISBN 2723402517)
- Tout dans la tête, Éditions Albin Michel, 1985
- Cinémas et autres choses, J'ai lu, 1987  (ISBN 2277330302)
- Mozart, Da Ponte, Don Juan, texte intégral de l'opéra illustré par Barbe, Paris, Éditions de la Découverte, 1991  (ISBN 2-7071-2075-8)
- Confesse, Glénat, 1996  (ISBN 2723421457)
- Je t'aime, Éditions Hors collection, 1997  (ISBN 2258045894) ; texte de Cavanna, 1998, Hors collection  (ISBN 2-258-04910-5)
- Le Cantique des cantiques, La Musardine, 2000  (ISBN 2842710819)
- Jeux d'eau, Glénat, 2004  (ISBN 2723449785)
- Musique classique, La Boutique éditions, 2006  (ISBN 2915118604)